# 尖紫蛤
尖紫蛤（学名：Hiatula acuta），是帘蛤目紫云蛤科Hiatula属的一种。又名為沙螺，主要分布于中国大陆，常栖息在河口潮间带。